# New Hampshire megyéinek listája
Ez a lista New Hampshire állam megyéit sorolja fel.

## A lista
| Név                | Főváros           | Alapítása  | Névadó                                | Terület (km²) | Népesség | Kép | Helyjelölő térkép |
| ------------------ | ----------------- | ---------- | ------------------------------------- | ------------- | -------- | --- | ----------------- |
| Belknap megye      | Laconia           | 1840       | Jeremy Belknap                        | 1214          | 63705    |     |                   |
| Carroll megye      | Ossipee           | 1840       | Charles Carroll of Carrollton         | 2570          | 50107    |     |                   |
| Cheshire megye     | Keene             | 1769       | Cheshire                              | 1888          | 76458    |     |                   |
| Coös megye         | Lancaster         | 1803       |                                       | 4743          | 31268    |     |                   |
| Grafton megye      | Haverhill         | 1769       | Augustus FitzRoy                      | 4533          | 91118    |     |                   |
| Hillsborough megye | Manchester Nashua | 1769-04-29 | Wills Hill, 1st Marquess of Downshire | 2311          | 422937   |     |                   |
| Merrimack megye    | Concord           | 1823       | Merrimack River                       | 2477          | 153808   |     |                   |
| Rockingham megye   | Brentwood         | 1769       | Charles Watson-Wentworth              | 2056          | 314176   |     |                   |
| Strafford megye    | Dover             | 1769-04-29 | William Wentworth                     | 994           | 130889   |     |                   |
| Sullivan megye     | Newport           | 1827       | John Sullivan (general)               | 1429          | 43063    |     |                   |